# 단열도법

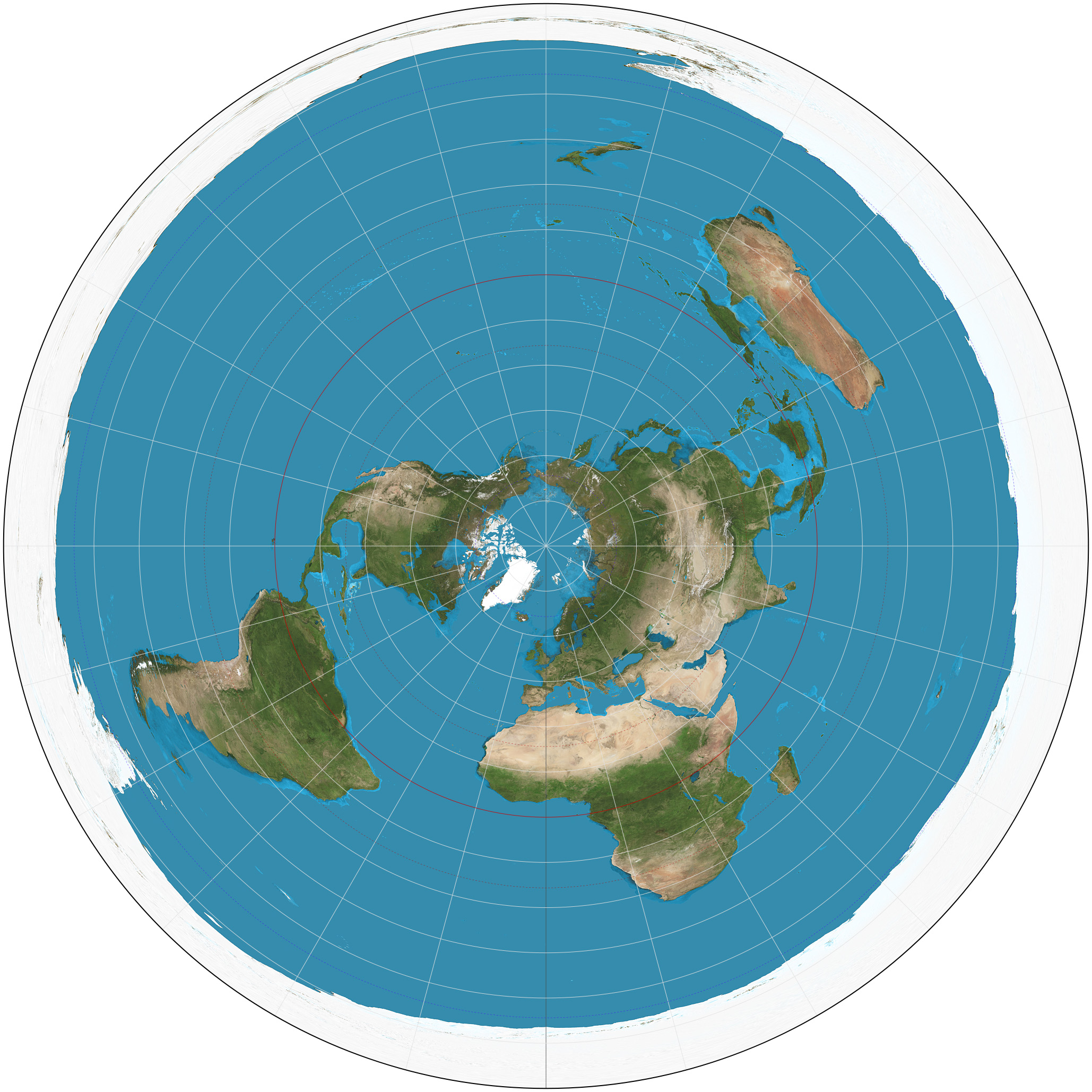
가능한 최소한의 방해를 보여주는 방위각 투영: 한 지점(이 경우에는 전체 지도 주위의 고리로 변한 남극)이다.

단열도법(斷熱圖法, interrupted projection)은 경선 등을 쪼개서 왜곡을 최소화한 지도다. 존 폴 구드가 개발하였다.
지도 투영에서 단열은 지구본이 분할된 모든 위치이다. 모든 지도 투영은 적어도 한 지점에서 단열된다. 일반적인 세계 지도는 자오선 전체를 따라 단열된다. 일반적인 경우 지구본에 경계가 없더라도 단열은 동쪽/서쪽 경계를 형성한다.
대부분의 지도 투영은 투영 수학에서 요구하는 것 이상으로 단열될 수 있다. 그렇게 하는 이유는 근접성을 희생하여, 즉 지구상에서 인접해야 하는 장소를 분리함으로써 지도 내의 왜곡을 개선하기 위한 것이다. 사실상 이는 결과 지도가 실제로 더 작은 지역의 여러 부분 지도 투영을 합친 것임을 의미한다. 영역이 더 작기 때문에 지구 전체를 덜 덮고 평면에 더 가깝기 때문에 불가피한 왜곡이 덜 발생한다. 이러한 추가 단열은 새로운 투영을 생성하지 않는다. 오히려 결과는 기존 투영의 "배열"이다.